# Madame de Stolz
Pour les articles homonymes, voir Stolz.
Madame de Stolz, pseudonyme de Marie Françoise Josèphe Bégon de Larouzière, dite Fanny de Bégon (née le 1er janvier 1820 à Lorient - morte le 29 avril 1892 à Paris, 7e) est une écrivaine française.

## Biographie
Elle naît à Lorient, au 35 rue de l'Hôpital, le 1er janvier 1820 à six heures du soir. Elle porte les nom et prénoms de : Marie Françoise Josèphe Bégon de Larouzière. Elle est la fille de Denys Michel Marie Bégon de Larouzière, officier de marine (1776-1825), et de Marie Françoise Rossignol de Lachicotte Laraque (vers 1789-1822), couple marié à Saint-Domingue le 29 août 1808. La famille Bégon de Larouzière est une famille de la noblesse française depuis le XVe siècle.
Élevée au couvent de l'Abbaye-aux-Bois, elle consacre sa vie entière à Dieu et plus tard, aux travaux littéraires et à des devoirs de famille.
Restée célibataire, elle meurt le 29 avril 1892 à sept heures du matin au 22 rue de Grenelle à Paris (7e) et est inhumée au cimetière de Pontault-Combault où demeure toujours sa tombe.
Dans cette même concession, repose également Théonile Anne Lorin, comtesse Bégon de Larouzière, née à Nantes le 09 septembre 1820 et décédée à Pontault-Combault le 05 septembre 1898.
Une confusion existait jusqu'à présent sur la véritable identité de Mme de Stolz mais, bien que les deux femmes aient vécu au même endroit à Paris dans les années 1890 (au 22 rue de Grenelle), Marie Françoise Josèphe, dite Fanny de Bégon, est bien l'écrivaine connue. Le 22 mai 1847 à Nantes, cette dernière signe "Fanny Bégon de Larouzière au bas de l'acte de mariage de son frère François Charles Alexandre Bégon de Larouzière (1811-1852) avec Théonile Anne Lorin, cette dernière signant Théonie Lorin. Les deux femmes sont donc belles-sœurs.
Plus tard, les jeunes mariés auront deux fils, Gaston François Antides Bégon de Larouzière, né à Nantes en 1848, qui deviendra secrétaire général de la compagnie d'assurances Le Soleil, et Antoine Étienne Bégon de Larouzière, né à Gourin (Morbihan) en 1850. Antoine a été envoyé à l'hôpital psychiatrique de Geel (Belgique) et a été placé chez Mme Aline Vanregemortel, où il est décédé le 25 juin 1914 (selon l'acte de décès n°262, 1914, de la commune de Geel).
Il ne peut donc pas s'agir de Fanny de Bégon, étant donné que, sous ce pseudonyme de Madame de Stolz, c’est à la presse Le journal des jeunes personnes qu’elle confie depuis la capitale, dès 1850, ses premiers écrits. Au même moment, Théonile Anne Lorin, devenue comtesse Bégon de Larouzière, vit alors avec deux enfants en bas âge en 1850 dans le Morbihan, puis devenue veuve en 1852, est retournée résider un temps en 1856 chez ses parents dans leur maison de la rue Saint-Jacques à Nantes.
De 1850 à sa mort en 1892, Mme de Stolz publiera plus de 100 ouvrages dont plusieurs furent illustrés en noir et blanc ou en couleurs par les meilleurs artistes (Zier, Tofani, Sahib, etc.). Ces ouvrages seront édités dans les maisons d'édition les plus réputées et dans les collections les plus appréciées par les mères de famille chrétienne telles :
- chez Hachette dans la collection Bibliothèque rose illustrée ;
- chez Barbou frères dans la collection Bibliothèque chrétienne et morale ;
- chez M. Barbou dans la collection Bibliothèque morale et littéraire ;
- chez Bourguet-Calas dans la collection Bibliothèque des jeunes filles et dans la Collection Récréations littéraires ;
- chez René Haton, libraire
- chez Alfred Mame et fils dans la collection Arte et labore.

Mme de Stolz publiera également dans le Journal des Petites Filles. Plusieurs de ses ouvrages seront réédités plusieurs fois de son vivant et bien après sa mort à l’exemple : une quinzième édition de son roman Le trésor de Nanette publié chez Hachette et faisant partie de la célèbre collection Bibliothèque rose illustrée datée de 1933, soit 35 ans après sa mort !. D’autres titres, aussi publiés chez Hachette et dans la même célèbre collection, connaitront aussi nombre de rééditions souvent postérieures à sa mort, par exemple : La maison roulante (20e édition, 1928) ; La maison blanche (20e édition, 1884) ; La famille Coquelicot (9e édition, 1924) ; Les mésaventures de Mademoiselle Thérèse (8e édition, 1912) ; Les vacances d’un grand-père (6e édition, 1906) ; Les poches de mon oncle (5e édition, 1890).

## Ses œuvres
- L’académie chez bonne-maman
- Blanche, ou Énergie et faiblesse
- Blanche et Noire, par Mme de Stolz
- La boutique de bric-à-brac, comédie en 3 actes pour jeunes filles
- La chambre noire, ou le Refuge du templier
- Colline et vallon
- Le cortège d'une jeune fille, scène allégorique
- La couronne de roses blanches, suivie d'autres nouvelles
- Les deux amies
- Les deux cousines, 1 acte
- Deux docteurs
- Les deux reines
- Deux tantes
- Dialogues, comédies et proverbes à l'usage de la jeunesse chrétienne
- Diamant, bronze et or
- Les droits de la femme
- Élise et Marie ou le Couvent, suivi de Pierre-Paul Rubens
- L’embarras du choix
- En famille, nouvelles
- Les enfants volés
- Espérance, comédie en 3 actes, avec musiquez
- La famille Azote, comédie en 2 actes
- La Famille Coquelicot
- Fauvette, suivi de Valentine
- Frère André, suivi de Un intérieur charmant
- Les frères de lait
- Frère et sœur
- Gérard de Saint-Aubin
- La gerbe d'Ita
- Le gros lot
- Honneur et profit, scènes dialoguées
- Ita la glaneuse
- Les jeudis du jeune âge, historiettes, contes et nouvelles...
- Julie
- Lis et roseau
- Madame Ego, comédie en 2 actes
- Magali
- La maison blanche
- La maison roulante
- La mare aux chasseurs
- Ma mère
- Les mésaventures de Mademoiselle Thérèse
- Mes loisirs : nouvelles morales
- Mes tiroirs
- La montre de tante Marie
- Le nom d'une inconnue
- Notice sur le premier monastère de la congrégation de Notre-Dame à Paris (abbaye aux Bois)
- L’onguent du berger
- Par-dessus la haie
- Le pauvre Altos ou Thérèse et Justine
- Les petits cancans
- Le petit Honoré suivi de Un vœu à la Vierge Marie et de l’Egoïsme vaincu
- Le petit Jacques
- Le petit marmiton, comédie
- Les petites misères de la vie, scènes dialoguées en 2 actes
- Les poches de mon oncle
- Quatorze jours de bonheur
- Rêves d'avenir, dialogue
- Les rosiers d'Édouard, scènes dialoguées
- Le sauvage de Sombreval
- Scènes et dialogues, Économie et parcimonie, dialogue
- Scènes et dialogues, L’amitié, Dialogue
- Scènes et dialogues, La Muette, 2 actes
- Scènes et dialogues, Les Œuvres de Mme Privas, 2 actes
- Scènes et dialogues, Le Style, c'est l'homme, dialogue sur la simplicité
- Scènes et dialogues, L'Héritière, 1 acte
- Scènes et dialogues, Simplicité, 3 actes
- Scènes et dialogues, Recette contre la jaunisse, comédie
- Scènes et dialogues, Tout ce qui reluit n'est pas en or, 1 acte
- Scènes et dialogues, Une rencontre, 2 actes
- Le secret de Laurent
- Simples nouvelles
- Le sorcier Umoltoloumifa-Kérouérazathaim, (deux actes)
- Suzanne et Baptistine
- Tante Marianne, comédie en 3 actes
- Tel maître, tel valet, comédie
- Thérèse et Justine ou Le pauvre Altos
- Le trésor de Nanette
- Trois filles à marier
- La tulipomanie, comédie en 1 acte
- Un appartement sans inconvénient, comédie en 2 actes
- Un Bouquet de fleurs, en 1 acte
- Un intérieur charmant
- Un voyage d’agrément
- Un voyage en diligence
- Une nuit blanche, scènes dialoguées
- Les vacances d’un grand-père
- Valentine
- Le vieil ami
- Le vieux de la forêt
- Vif argent

## Hommage
Une rue Madame-de-Stolz a été baptisée en son honneur en 2016 à Nantes dans le quartier de l'île de Nantes.

## Article Connexe
- Familles subsistantes de la noblesse française